# Guillaume de Penancoët de Keroual
Pour les articles homonymes, voir Keroual.
Guillaume de Penancoët, comte de Keroualle, né en 1615 probablement au manoir de Keroual et mort en 1690, est un militaire français du XVIIe siècle. Il sert pendant la guerre de Trente Ans. Sa fille Louise Renée, sera la maîtresse de Charles II d'Angleterre et servira d'agent secret à Louis XIV.

## Biographie
Guillaume de Penancoët descend de la Maison de Penancoët une famille de la noblesse bretonne, une importante famille originaire du Léon. Il est le fils de René de Penancoët, Seigneur de Kérouaille et de Villeneuve et de Julienne Emery du Pont-l'Abbé. Ceux-ci habitent le manoir de Trohanet en Langolen (Sud Finistere).La veuve de Guillaume, Marie de Plœuc, vendra Trohanet à la famille Tréouret de Kerstrat en 1696.
Pendant la guerre de Trente Ans, il sert au siège de Hesdin en 1639, puis à celui d’Arras en 1640 au cours duquel il est blessé d’un coup de pistolet, et aux sièges d’Aire et de Bapaume en 1641.
Il est fait guidon de la compagnie de gendarmes du cardinal de Richelieu, au retour de Perpignan ; puis élu pour commander l’arrière ban de l’évêché de Léon et major sous le duc de Chaulnes, gouverneur de Bretagne.

## Mariage et descendance
Il épouse Marie de Plœuc (vers 1625-1709), fille de Sébastien de Plœuc, marquis du Timeur et de Kergolay, le 27 février 1645. 
Sa femme avait une réputation d'avoir une grande beauté. Par ce mariage, les Penancoët s'allient à la Maison de Plœuc qui appartient à la famille de Kergorlay et serait issue des comtes de Poher.  De cette union naissent :
1. Sébastien de Penancoët, seigneur de Chefdubois (1646-15 mars 1671), capitaine de vaisseau, il meurt à l'âge de 25 ans, et est inhumé le lendemain à Brest (église des Sept-Saints). Sans descendance.
2. Louise Renée de Penancoët de Keroual, duchesse de Portsmouth (septembre 1649-14 novembre 1734), maîtresse de Charles II d'Angleterre
3. Henriette Mauricette de Penancoët de Kéroualle (1650-12 novembre 1728), comtesse de Pembroke. Veuve du comte de Pembroke, elle épouse, le 11 mai 1685, Jean Timoléon Gouffier, marquis de Thoix.